# Stanisław Koszutski (polityk)

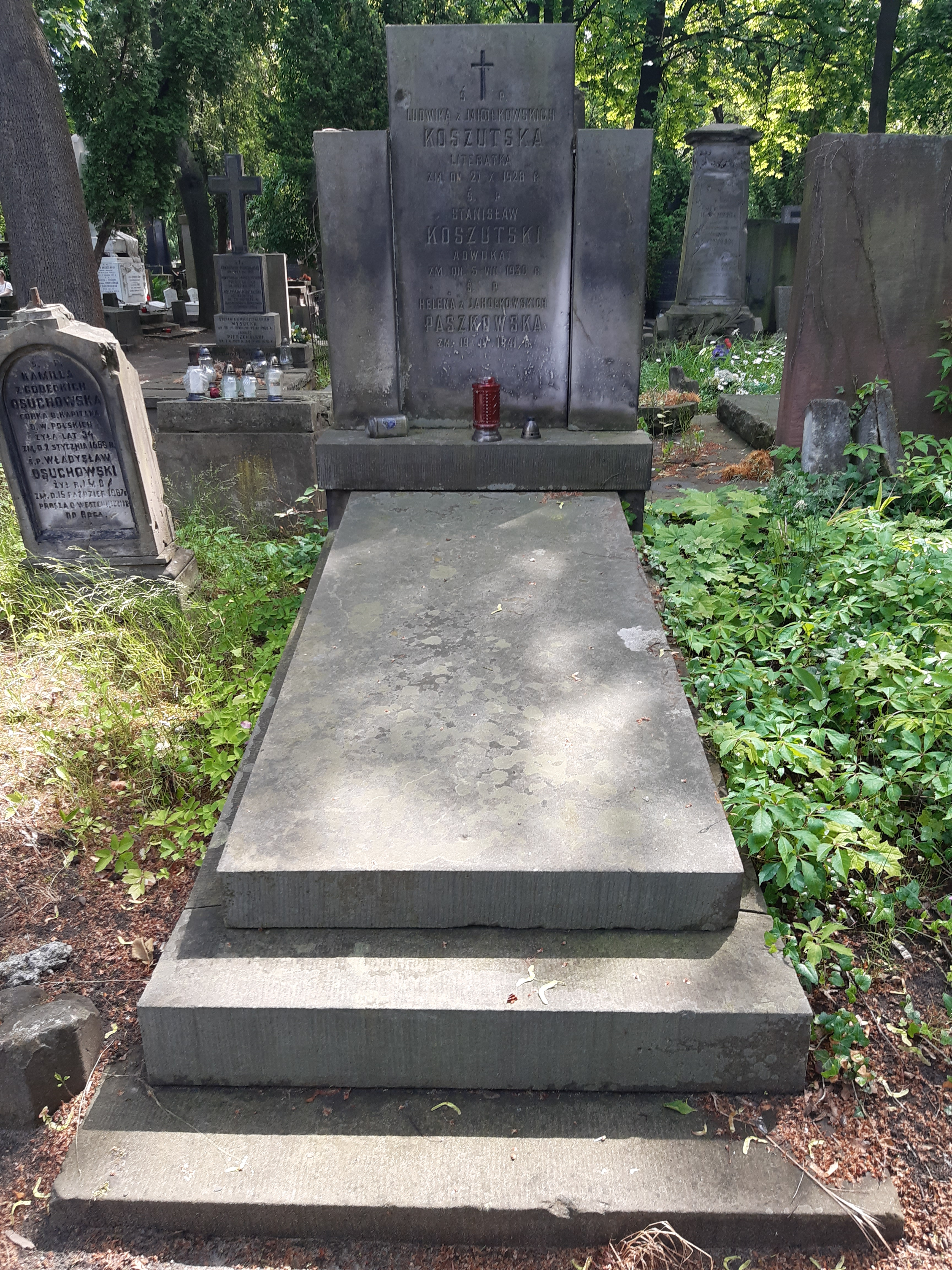
Grób Stanisława Koszutskiego na Cmentarzu Powązkowskim

Stanisław Koszutski (ur. 16 maja 1872 w Ibramowicach koło Miechowa, zm. 5 sierpnia 1930 w Warszawie) – działacz polityczny, adwokat, historyk przemysłu.

## Życiorys
Syn Kazimierza, jego braćmi byli Bronisław, lekarz, działacz społeczny i prezydent Kalisza, oraz Kazimierz, burmistrz Kalisza. 
Studiował prawo na rosyjskim UW i w Kijowie. Działacz kółek socjalistycznych, zwolennik ideologii SDKPiL. Od 1897 mieszkał w Warszawie. Był adwokatem i dziennikarzem. Prowadził też badania historyczne. Jego książki były pisane z pozycji marksistowskich, przez kilkadziesiąt lat funkcjonowały w nauce polskiej. Podczas rewolucji 1905-1907 inicjował walkę o język polski w sądownictwie. Był czynny w ruchu oświatowym. W czasie I wojny światowej odszedł od poglądów SDKPiL, stał się rzecznikiem koncepcji niepodległościowych obozu pepeesowsko-legionowego. Po wojnie sympatyk lewicy PPS. Był czynnym obrońcą w procesach politycznych socjalistów i komunistów.
Został pochowany na cmentarzu Powązkowskim w Warszawie, razem z żoną Ludwiką zd. Jahołkowska (kwatera 69-6-3).

## Wybrane publikacje
- Z bólów duszy, Warszawa 1898.
- O czem pisać korespondecye z prowincyi (kwestyonaryusz dla korespondentów prowincyonalnych), Warszawa: M. Borkowski 1900.
- Rozwój przemysłu wielkiego w Królestwie Polskiem, przedm. St. A. Kempner, Warszawa: Gazeta Handlowa 1901.
- Nasz przemysł wielki na początku 20 stulecia : obraz statystyczno-ekonomiczny, Warszawa: nakł. Księg. Narodowa 1905.
- Rozwój ekonomiczny Królestwa Polskiego w ostatniem trzydziestoleciu (1870-1900 r.), Warszawa: Księg. Naukowa 1905.
- Podręcznik ekonomji politycznej, Warszawa: Gebethner i Wolff - Kraków: G. Gebethner 1907 (wiele wydań).
- Kobieta i polityka (o potrzebie praw politycznych dla kobiet), Warszawa: skł. gł. Gebethner i Wolff 1908.
- Nim słońce skończy dzień... : poezye, Warszawa: Gebethner i Wolff 1909.
- Nasze miasta a samorząd : (życie miast w Królestwie Polskiem i reforma samorządowa), Warszawa - Lwów: E. Wende 1915.
- Wojna europejska a życie ekonomiczne ziem polskich, Warszawa: E. Wende - Lwów: H. Altenberg 1915.
- Co nam Rosja dała i co nam wzięła? (obraz historyczno-polityczny), Warszawa: W. Jakowicki 1917.
- Geografja gospodarcza Polski (historycznej i etnograficznej): bogactwo i wytwórczość, Warszawa - Lublin: M. Arct 1918.
- Walka młodzieży polskiej o wielkie ideały : wspomnienia z czasów gimnazjalnych i uniwersyteckich : Siedlce, Kielce, Warszawa, Kijów, Berlin, Paryż (1881-1900), Warszawa: skł. gł. Dom Książki Polskiej 1928.